# CopperHead
Copperhead est un groupe américain de hard rock et de blues rock mené par le guitariste John Cipollina après qu'il eut quitté Quicksilver Messenger Service en 1970.

## Historique
Au début, Copperhead jouait de façon occasionnelle, et sa formation n'avait pas de musiciens définis mais se composait de musiciens jouant avec Cipollina. Par la suite, il s'est transformé en un quartet se composant de Cipollina à la guitare ; Gary Philippet au chant, à la guitare et à l'orgue ; Jim McPherson au chant, à la basse et au piano, David Weber à la batterie. Le groupe a au commencement signé avec Sunshine label de Michael Lang, un des organisateurs de Woodstock. Mais en 1972 il a signé chez Columbia de Clive Davis et a enregistré son unique album studio Copperhead, sorti au printemps 1973,. Columbia a refusé de sortir leur deuxième album et Copperhead s'est dissous.
Cipollina a continué pour jouer dans beaucoup de différents groupes avant sa mort en 1989.

## Discographie

### Albums studio
- 1973 : Copperhead

### Albums en concert
- Live at Winterland, September 1st 1973, Keyhole Records
- Live at Pacific High Studios, San Francisco 1972, Air Cuts